# 維利霍韋齊 (博爾曉夫區)
48°33′38″N 26°9′14″E / 48.56056°N 26.15389°E
維利霍韋齊（烏克蘭語：Вільховець）是位於烏克蘭西部特諾皮爾州裏喬爾特基夫區的村莊，處於德涅斯特河畔，面積5.49平方公里，2001年人口1,663，人口密度每平方公里302.9人。